# Pilodeudorix bemba
Pilodeudorix bemba is een vlinder uit de familie van de Lycaenidae. De wetenschappelijke naam van de soort is voor het eerst gepubliceerd in 1910 door Sheffield Airey Neave.
De soort komt voor in Zambia.